# 100029 Varnhagen
100029 Varnhagen este un asteroid din centura principală, descoperit pe 10 octombrie 1990, de Freimut Börngen și Lutz Schmadel.